# Cerul de piatră
Cerul de piatră (în engleză The Stone Sky) este un roman din 2017 de ficțiune speculativă al scriitoarei americane N. K. Jemisin. A fost publicat prima dată la 15 august 2017 de editura Orbit. A câștigat în 2018 cele mai importante  premii pentru autori de lucrări de ficțiune științifică: Locus, Nebula și Hugo. Recenziile cărții au fost extrem de pozitive.
Romanul Cerul de piatră este al treilea din seria Pământul sfărâmat care are loc pe o planetă cu un singur supercontinent denumit Stillness - Neclintirea.

## Cadru
Ca și în cazul celorlalte cărți din seria Pământ sfărâmat, Cerul de piatră este în cea mai mare parte așezat într-un singur supercontinent menționat ironic ca Neclintirea de către locuitorii săi.  Cea mai mare parte a umanității trăiește în orașe-state denumite „comm” și sunt segregate în caste sociale, pe baza utilității lor pentru societate.
Supercontinentul este în permanență devastat și rupt de cataclisme geologice și la fiecare câteva sute de ani, apare un eveniment suficient de sever pentru a aduce o nouă iarnă vulcanică globală, denumită al cincilea anotimp. Unele personaje, denumite orogeni, au capacitatea de a manipula energiile geologice la scară largă, precum și magia la o scară mai mică. Sunt o minoritate persecutată și temută, deși în mare parte datorită eforturilor lor umanitatea a supraviețuit anotimpurilor de iarnă globală.

## Rezumat
În urma evenimentelor din romanul Poarta obeliscului, foștii locuitori din Castrima se deplasează spre nord, după distrugerile făcute de rivalii din Rennanis care au compromis mecanismele geodei și au făcut-o nelocuibilă. Essun, care se află în comă de când a deschis Poarta obeliscului, se trezește să constate că brațul ei s-a transformat în piatră ca urmare a energiilor magice masive ale Porții. Ea este însănătoșită și constată că Luna se apropie de cel mai apropiat punct de pe orbita sa lungă, eliptică, ceea ce înseamnă că are doar un timp scurt pentru a-o aduce înapoi pe o orbită normală și pentru a pune capăt celor Cinci Anotimpuri odată pentru totdeauna.
Între timp, fiica lui Essun, Nassun, se recuperează din șocul cauzat de folosirea unui obelisc pentru a-și ucide tatăl, transformându-l în piatră. Deznădăjduită și supărată, ea decide să folosească Poarta obeliscului pentru a face ca Luna care se apropie să se ciocnească cu Pământul și astfel să le distrugă pe amândouă. Gardianul ei, Schaffa, este de acord să o ajute să ajungă la singurul oraș din cealaltă parte a planetei, Corepoint; de acolo, Poarta obeliscului poate fi activată fără a fi nevoie de obeliscul de control central pe care l-a folosit Essun.
Ei ajung la Rennanis după o traversare obositoare a deșertului, unde Essun află că Nassun intenționează să deschidă Poarta așa cum a făcut-o Essun, ceea ce ar însemna aproape sigur moartea ei. Pleacă spre Corepoint cu o echipă mică pentru a-o intercepta pe Nassun. Chiar înainte de a pleca, află că ea este însărcinată de Lerna, fostul vindecător din așezarea Tirimo, cu care a început o relație. Hoa, mâncătorul de piatră care o urmărește de când a părăsit Tirimo, se oferă să-i transporte direct prin Pământ; cu toate acestea, pe măsură ce traversează centrul planetei (trec pe lângă miezul Pământului), ei sunt atacați de o facțiune rivală a mâncătorilor de piatră și Lerna este ucis.
Nassun și Schaffa ajung în ruinele unui oraș din regiunea Antarctică, de unde Schaffa consideră că se poate ajunge ușor la Corepoint. Aceștia coboară în ruine, unde găsesc un sistem funcțional de transport care face legătura cu Corepoint direct prin centrul planetei. În timpul tranzitului lor prin miez, este dezvăluit că Pământul este o conștiință vie, furios pe încercările umanității de a-l controla și pentru pierderea Lunii, lucru pentru care Pământul învinovățește omenirea. Nucleul este plin cu energia magică care formează conștiința Pământului, iar Nassun realizează că aceasta alimentează direct abilitățile și longevitatea Gardienilor printr-un fragment de fier încorporat în creierul lor.
Prin flashback-uri, povestea lui Hoa este dezvăluită: în trecutul îndepărtat, tehnologia umană, care îmbinat perfect biotehnologia și magia ambele avansate, și-a atins culmea odată cu crearea Porții obeliscului, o rețea de obeliscuri concepute pentru a atinge esența magică a Pământului pentru a crea o sursă inepuizabilă de energie. Pentru a realiza acest lucru, oamenii de știință au creat o rasă de oameni cu o sensibilitate rafinată la magie, bazată pe ADN-ul unei rase de oameni, acum cultura dominantă învinsă și subjugată. Acești „tuneri” vor controla Poarta și vor atinge magia din miezul Pământului. Cu toate acestea, cu o seară înainte ca Poarta să fie activată, tunerii au descoperit soarta oamenilor pe care s-a bazat codul lor genetic: sunt ținuți în viață ca baterii, conectați la obeliscuri pentru a le încărca cu energie magică, în chinuri eterne. Tuner-ul principal, Hoa, decide să distrugă Poarta în timpul activării sale, în loc să perpetueze această nedreptate. În timp ce el și colegii săi tuneri încearcă să facă acest lucru, Pământul însuși preia controlul obeliscurilor și încearcă să le folosească pentru a topi crusta Pământului, ceea ce va steriliza aproape toată viața de pe planetă. Hoa și ceilalți tuneri reușesc să evite această catastrofă împiedicând activarea unora dintre obeliscuri, în detrimentul corpurilor lor fizice: toate sunt transformate în primii mâncători de piatră, iar Luna este aruncată pe o orbită eliptică extrem de lungă de energiile implicate. Cu toate acestea, suficient de multe obeliscuri sunt încă activate pentru a provoca devastarea la nivel mondial și a cufunda umanitatea într-o epocă întunecată, înfășurată de prezența perpetuă a celui de-al cincilea anotimp.
În prezent, la Corepoint, Pământul îndepărtează fragmentul său de fier din creierul lui Schaffa, condamnându-l la o moarte timpurie. Distrasă, Nassun decide să folosească Poarta pentru a transforma pe toată lumea de pe Pământ în mâncători de piatră, mai degrabă decât să distrugă Pământul și Luna. Essun sosește și încearcă să preia controlul Porții folosind obeliscul de control central pentru a readuce Luna pe orbită, pentru a pune capăt Anotimpurilor și pentru a-o salva pe Nassun de la moarte sigură. Se luptă, dar niciuna nu poate câștiga, iar Essun renunță pentru a-i permite fiicei sale să-și finalizeze misiunea, mai degrabă decât să riște distrugerea ei. Ea eliberează controlul porții și este complet transformată în piatră. Nassun, mișcată de priveliște, decide să finalizeze sarcina mamei sale și să folosească Poarta pentru a întoarce Luna pe orbita sa normală.
După aceea, al cincilea anotimp nu mai apare și civilizația umană începe să se reconstruiască. Într-o peșteră adâncă în subteran, Hoa, la sfârșitul celui de-al cincilea anotimp revelat a fi naratorul seriei, așteaptă cu răbdare renașterea lui Essun ca mâncător de piatră.

## Narațiune
Seria Pământul sfărâmat folosește mai multe stiluri diferite de narațiune. Cea mai remarcată este utilizarea unor capitole la persoana a doua. În cele din urmă este dezvăluit că naratorul cărților este Hoa. În The Stone Sky, Hoa povestește porțiuni ale cărții puse în trecut la persoana I și porțiuni setate în prezent la persoana a doua (din perspectiva lui Essun) și la persoana a treia (din perspectiva lui Nassun). Jemisin a afirmat că nu este sigură ce a determinat-o să încerce să scrie capitolele lui Essun din punctul de vedere al persoanei a doua, dar că a încercat o disociere a ei de restul.

## Recepție
Lansarea romanului The Stone Sky a fost anticipată în mai multe "cele mai bune" liste viitoare de science fiction și fantasy, inclusiv The Washington Post și io9, iar recepția după lansarea sa a fost laudativă, aducându-i lui Jemisin un al treilea consecutiv premiu Hugo pentru cel mai bun roman. Aceasta este o realizare extraordinară, deoarece Jemisin a câștigat premiul Hugo pentru cel mai bun roman în trei ani consecutivi.

## Legături externe
- en  Istoria publicării lucrării Cerul de piatră la Internet Speculative Fiction Database

## Vezi și
- 2017 în științifico-fantastic